# Purpurbukig lori
Purpurbukig lori (Lorius hypoinochrous) är en fågel i familjen östpapegojor inom ordningen papegojfåglar.

## Utseende och läte
Purpurbukig lori är en kompakt och kortstjärtad papegoja med gröna vingar, röd kropp, svart hjässa och purpurfärgad buk. Den senare egenskapen skiljer den från den i övrigt mycket lika vitnackad lori. Svarthättad lori har en stor svart fläck på halsen och är mörkare lilasvart undertill. Vanligaste lätet är ett hårt och nasalt "eee-arrr", helt olikt vitnackade lorins behagliga visslingar.

## Utbredning och systematik
Purpurbukig lori delas in i tre underarter:
- L. h. devittatus – förekommer på sydöstra Nya Guinea, Bismarckarkipelagen och angränsande öar
- L. h. hypoinochrous – förekommer i Louisiaderna (Misima och Tagula)
- L. h. rosselianus – förekommer på Rossel Island (Louisiaderna)

## Status och hot
Arten har ett stort utbredningsområde, men tros minska i antal, dock inte tillräckligt kraftigt för att den ska betraktas som hotad. Internationella naturvårdsunionen IUCN listar arten som livskraftig (LC).